# Храм Христа Спасителя (Бірки)
Храм Христа́ Спаси́теля в Бі́рках — втрачений катедральний храм в русько-візантійському стилі, споруджений у 1891-1894 в селі Бірки (Харківська губернія) на місці краху імператорського потягу в 1888.

## Історія

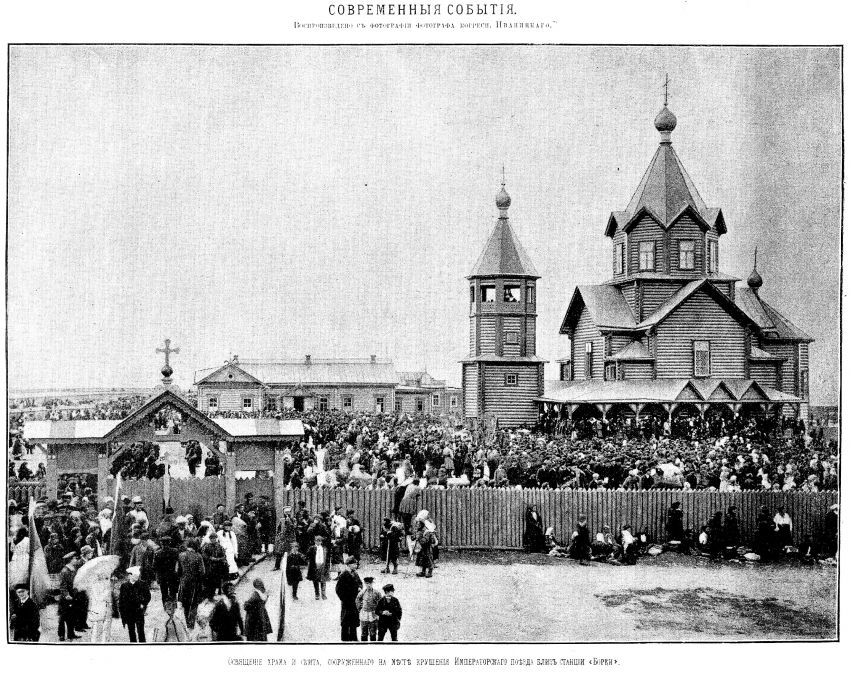
Перший дерев'яний храм, 1890—1894. Розібраний

27 квітня 1889 року з ініціативи харківського губернатора Олександра Івановича Петрова було створено комітет із влаштування благодійних пам'яток на місці краху поїзда російської імператорської сім'ї 17 жовтня 1888 року. 30 травня комітет ухвалив рішення про зведення у центрі архітектурного ансамблю храму, а на місці самої аварії — каплиці. Того ж дня землевласник Аполлон Михайлович Мерненков пожертвував землю під будівництво храму.
Архієпископ Харківський і Охтирський Амвросій (Ключарьов) та архімандрит Святогірської пустелі організували будівництво дерев'яної церкви та скиту. На пожертвуваному селянами села Соколово землі були зведені корпуси для відвідувачів скиту, корпуси для братських келій і трапези, літнього притулку для прочан, церква була виготовлена в Москві з круглого соснового лісу, в строгому давньоруському стилі. 20 серпня 1889 року відбулося відкриття скиту та освячення в ньому храму на честь Нерукотворного Образу Христа Спасителя.
Проєкт храму розробив академік архітектури Роберт Робертович Марфельд, а зведення храму велося на кошти місцевого фабриканта І.Вороніна. У церемонії закладки собору брали участь імператриця Марія Федорівна, цесаревич Микола Олександрович та інші члени царської родини. Храм розрахований на 1 400 осіб і являв собою величну будівлю, з трьох боків оточену критою галереєю та увінчану величезним золотим куполом. Вся зовнішня позолота храму та каплиці виконана сухозлітним золотом. До Біркивського храму сходить архітектурне рішення багатьох інших церков початку XX століття, включаючи Богоявленський храм в Санкт-Петербурзі та Софійський собор в Харбіні.
17 жовтня 1891 року на місці, де імператорська сім'я вийшла з-під уламків поїзда, було закладено каплицю. Спочатку зводили її підземну частину в залізничному насипі, потім надземну, у вигляді чотиригранної вежі із золотою верхівкою. Міністерство шляхів сполучення своїм коштом побудувало дві величні сходи на схилі насипу та платформу навпроти самого храму.
Храм освячено 14 липня 1894 року. Силами комітету перед храмом було посаджено парк, влаштовано зовнішнє освітлення. На місці, де допомогу пораненим надавала імператриця, звели альтанку з каміння та металу.
У 1900 році храмовий комплекс перейшов у відання Міністерства шляхів сполучення. На гроші залізниці та добровільні пожертвування при храмі було збудовано лікарню та будинок для літніх залізничників, відкрито церковнопарафіяльну школу та народну бібліотеку, а також музей.
Під час Німецько-радянської війни храм загорівся, завалився золотий купол. 7 вересня 1943 року храм Христа Спасителя було підірвано під час наступу радянських військ. Каплиця втратила купол і верхній ярус, використовувалася як склад.
У 1992—1993 роках каплицю, що розташовувалася в 60 м від храму, було відновлено, 27 квітня 2003 року її освятив владика Онуфрій.

## Галерея

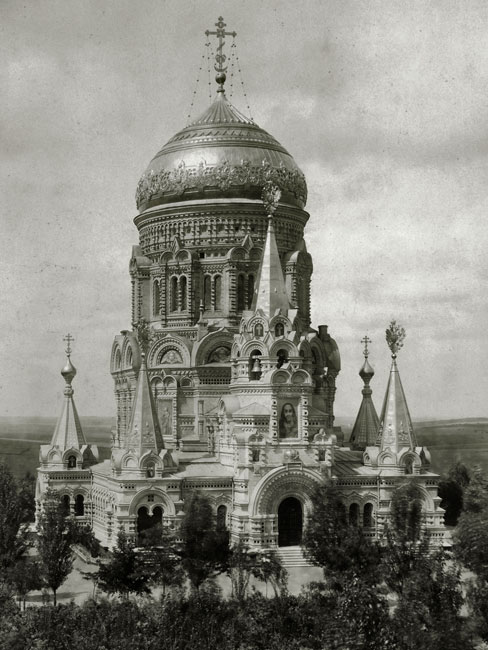
Храм Христа Спасителя в Бірках

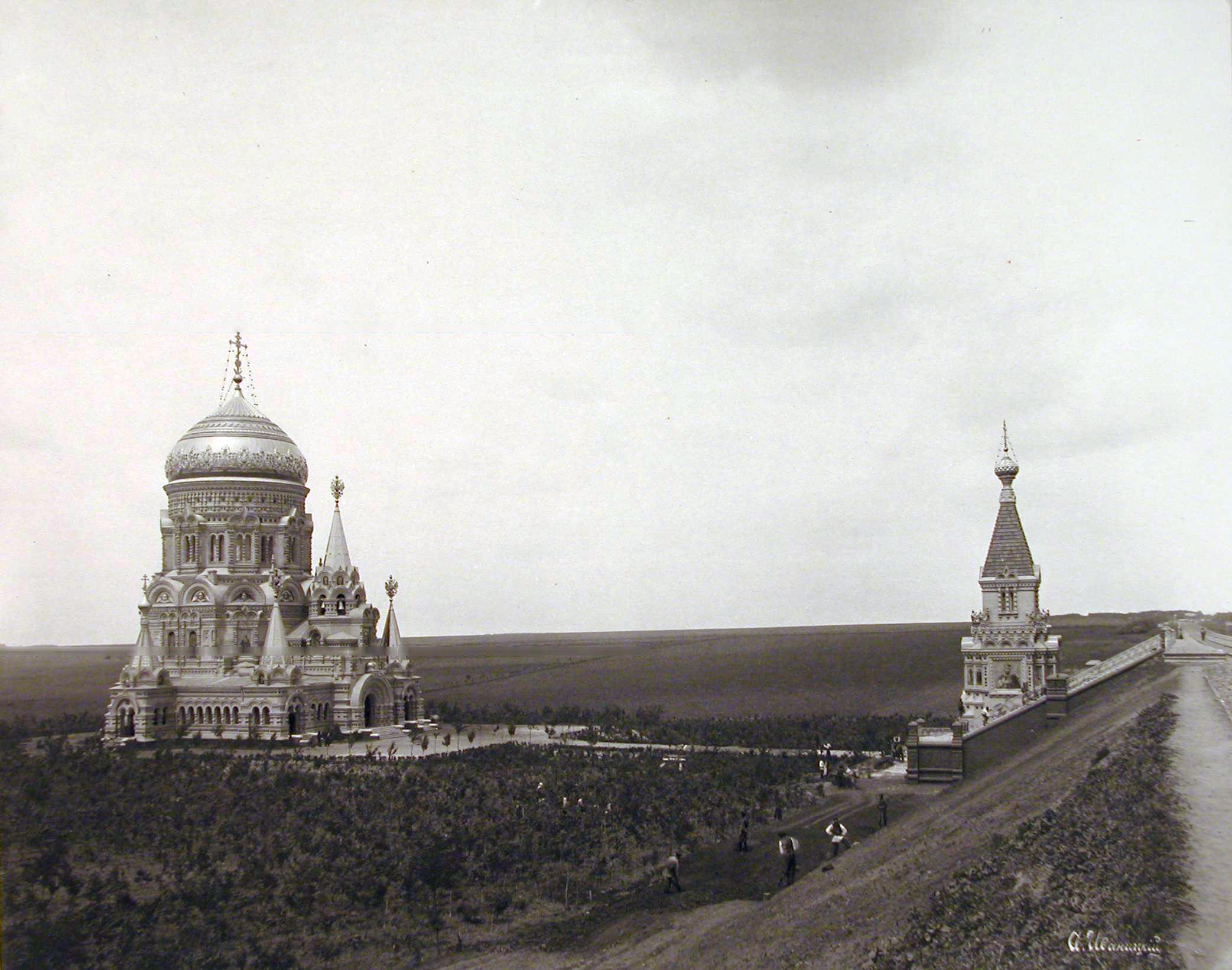
Храм і каплиця наприкінці XIX століття
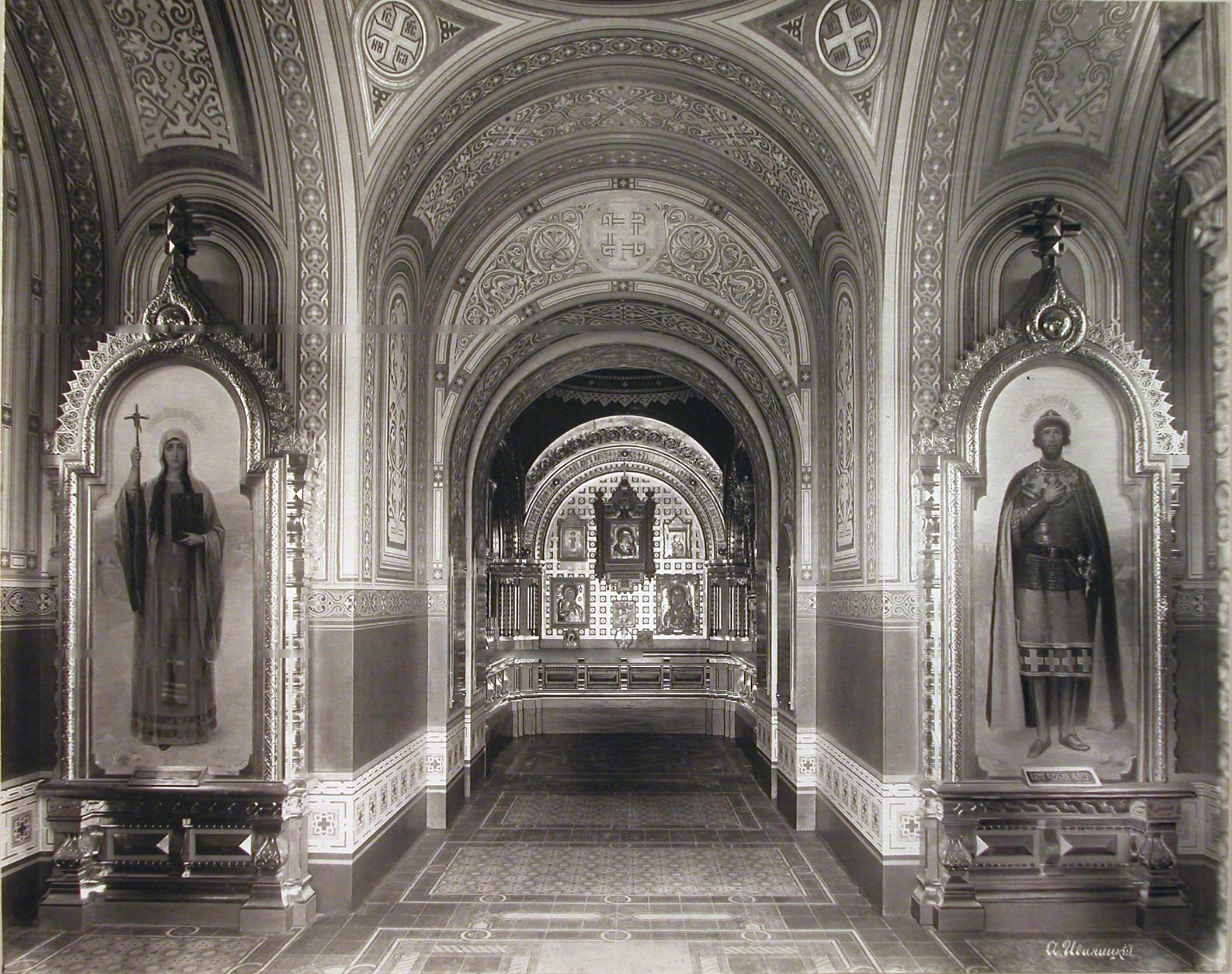
Внутрішнє оздоблення
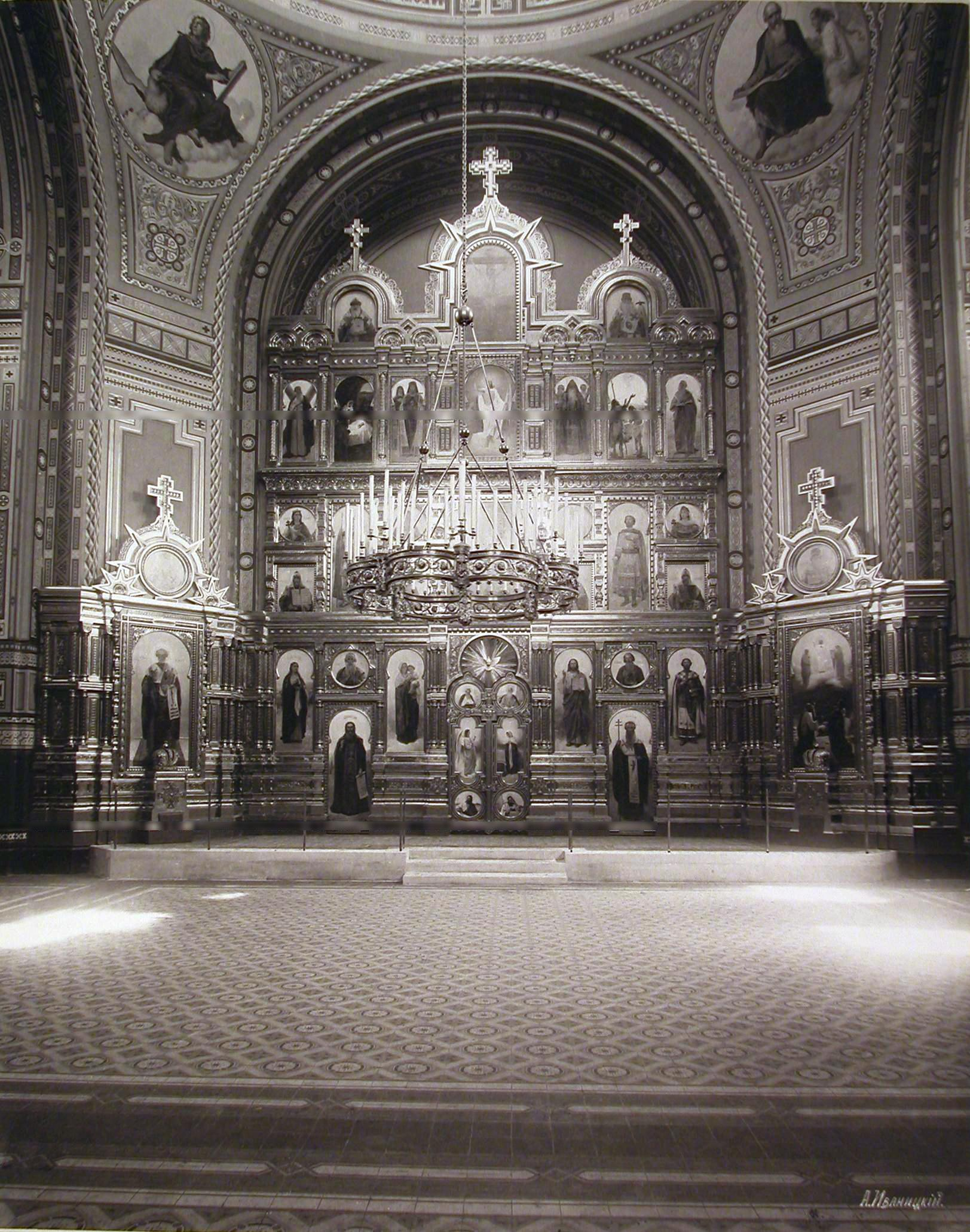
Вівтарна частина
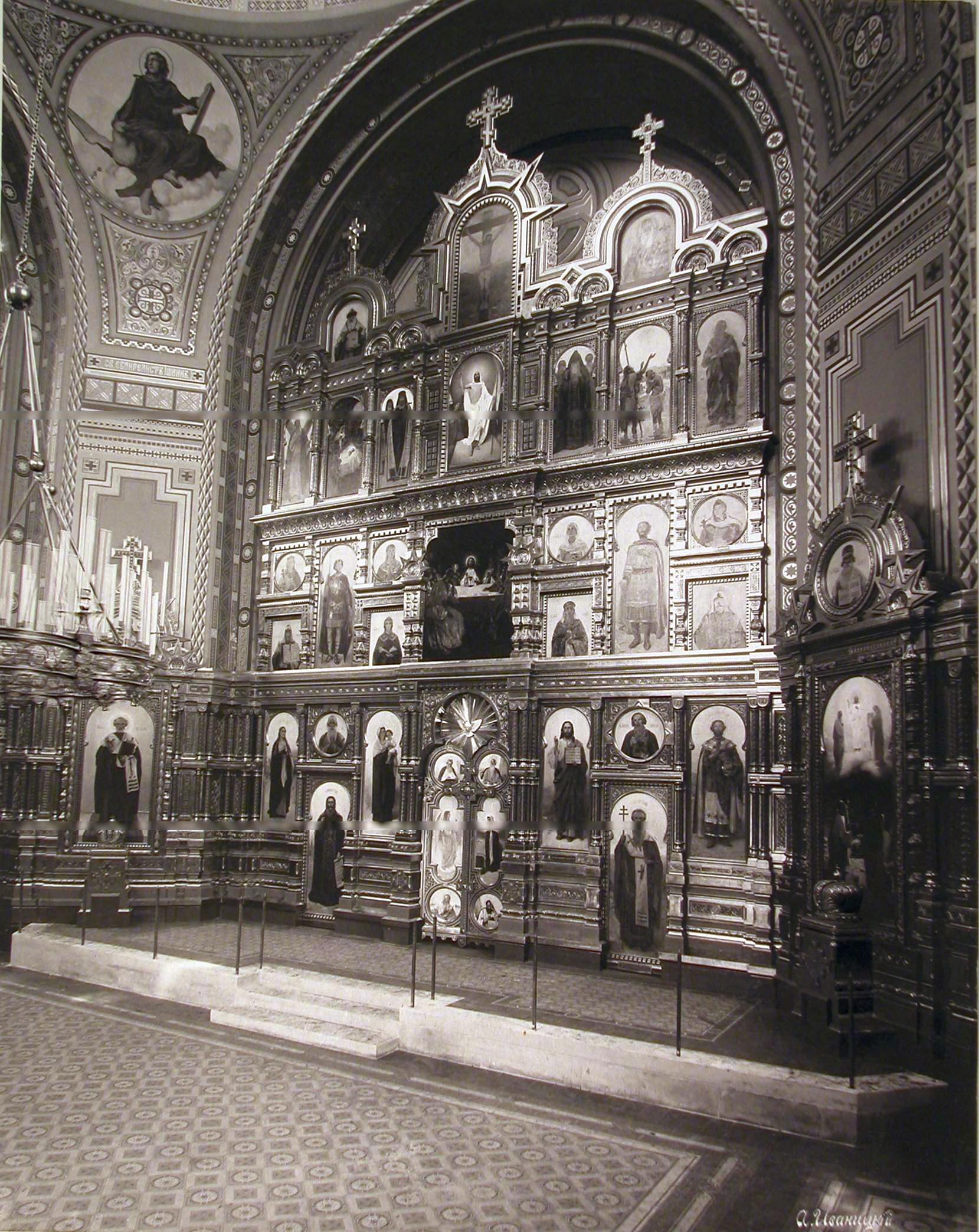
Вівтарна частина
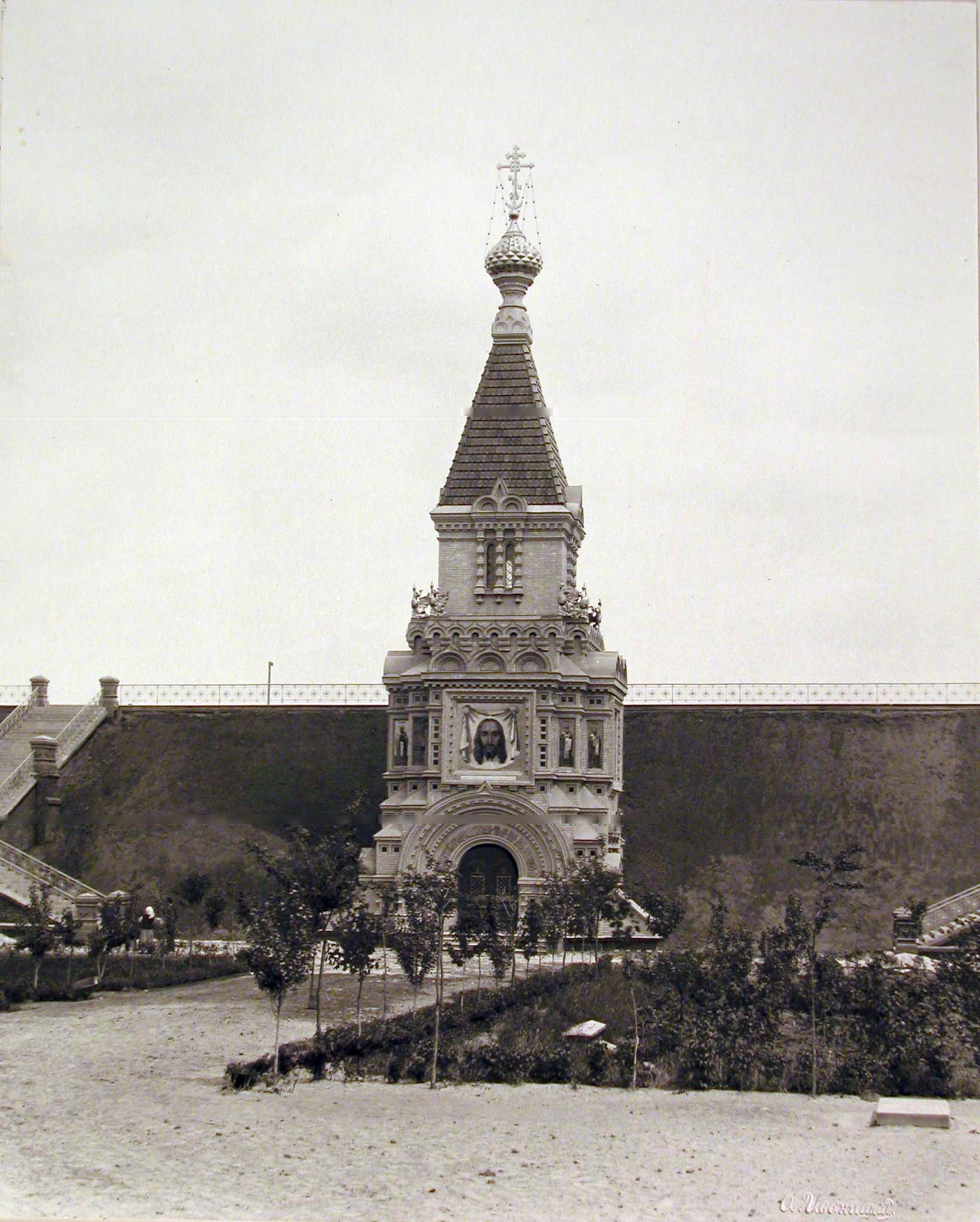
Каплиця
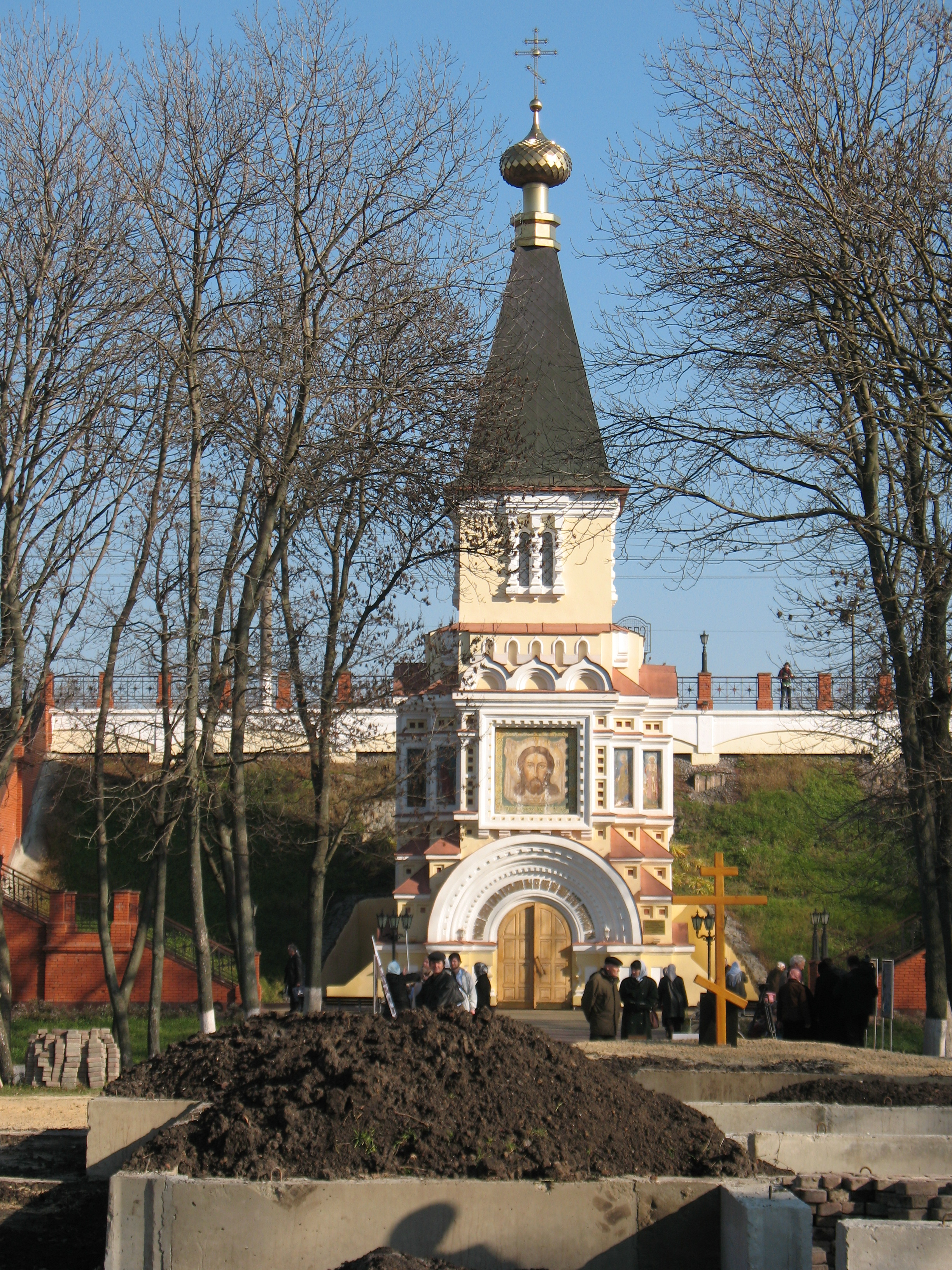
Каплиця. Сучасний стан

## Зображення
- Проект храму (журнал Нива, № 30-1891 р.)
- Стаття до малюнка (журнал Нива, № 30-1891 р.)